# 淡路島5人殺害事件
淡路島5人殺害事件（あわじしま ごにんさつがいじけん）は2015年（平成27年）3月9日早朝、淡路島にある兵庫県洲本市中川原町中川原の集落で、薬物中毒者の男が近隣住民の男女5人を相次いで刺殺した大量殺人事件である。
犯人の男X（犯行当時40歳）は高校中退後に引きこもり生活を続けており、精神刺激薬「リタリン」を長期間服用した副作用で薬剤性精神疾患を罹患したことから日本国政府・本事件被害者5人やその家族を含めた近隣住民らに対して一方的な被害妄想を抱くようになった。Xは事件前からインターネット上で「日本国政府が自分に電磁波攻撃をしている」などと陰謀論を主張しつつ、被害者ら近隣住民を「政府の陰謀に加担するサイコテロリストだ」などと誹謗中傷していた。
刑事裁判で殺人罪などに問われた被告人Xは第一審判決（裁判員裁判）で「犯行時は完全な責任能力を有していた」として死刑を言い渡されたが、控訴審では「犯行時は心神耗弱状態だった」として無期懲役に減刑され、最高裁への上告も2021年（令和3年）に棄却の決定が出されたため無期懲役が確定した。

## 加害者・被害者

### 加害者X
本事件の加害者となった男X（逮捕当時40歳・無職）は事件現場となった洲本市郊外の集落で生まれ、事件発生時点では自宅の離れで1人暮らししていた。逮捕当時は父親・祖母と3人暮らしで父親と祖母が母屋・Xが離れに住んでいた。母親は約20年前から島内で別居しており、弟も事件当時は別居していた。
小中学生のころは地元のボランティア活動に積極的な父親を持つ活発な少年で、友人と一緒に釣りに出かけたりラジコンで遊んだりしていたが、幼少期の両親の離婚・学校におけるいじめなどが原因で引きこもるようになった。父親は近隣住民から「話好きな性格」として慕われていたが、X本人は小学校を卒業したころから人前に姿を見せなくなった。
Xは地元の小中学校を卒業後、神戸市内の私立高校に進学したが3年生の時に中退し、それ以降は実家で引きこもり生活を送っていた。Xと接見した弁護人は『産経新聞』（産業経済新聞社）の取材に対し、Xの第一印象について「ごく礼儀正しい人柄で落ち着いた印象だ」と述べたが、Xは事件を起こす数年前からTwitter・Facebookなどで「日本国政府が何十年も前から電磁波犯罪・ギャングストーキングを行っています」と訴えたり、被害者の近隣住民に対しても「集団ストーカー犯罪とテクノロジー犯罪の常習犯」などと同様の内容で一方的な誹謗中傷を行うなど、異常な行動が見られた。
インターネット上ではTwitter・Facebookにて「スパイリスト」として事件被害者5人やその親族のみならず、面識のない近隣住民や警察・行政・病院関係者を含めて約140人・団体の実名を挙げた上で、地域住民の家族構成・勤務先などの個人情報一覧表を載せた名簿をインターネット上に公開するなど、誹謗中傷・意味不明な投稿を繰り返していたため、近隣住民の間では「Xに近寄るな」という声が上がっていた。例として地元の建設会社について、Xは自分と面識がなかった経営者の男性を住所・氏名・電話番号とともに「この会社にインターネットドメインを奪われて祖父母を暗殺された」などと誹謗中傷するような投稿をしていた。また、後述のように明石市内で一人暮らしをしていた際にも近隣住民を無断で撮影した動画をインターネット上に投稿し、その住民を被害者らと同様に誹謗中傷する行為をしていた。
兵庫県警察・洲本健康福祉事務所（保健所）には2005年9月以降、被害者家族から少なくとも11回・Xの両親からも9回にわたって「ネットへの書き込みで近所から苦情がある」など公的機関への通報・相談がされていた。健康福祉事務所はこれを受けてXを措置入院させたり精神科病院を紹介したりするなど支援を継続しており、2014年10月には洲本警察署へ「暴れるなどしたら連絡を」と要請するなど「行政機関同士の情報交換」を行っていた上、兵庫県警も加古川7人殺害事件（2004年発生）・尼崎事件（2012年発覚）の教訓を踏まえて住民相談への対応強化を進めていた。しかし結果的に県警・行政が互いに連携して事件を阻止することはできず、事件発生時に被害者B1の長女を一時保護していた近隣住民は『神戸新聞』（神戸新聞社）の取材に対し「事件が起きる前に何とかできなかったか」と述べた。
Xは淡路島内だけでなく明石市内を含めて精神科病院への入退院を繰り返し、一時は明石市内に転居したが事件発生直前の2015年1月ごろに現場集落に戻り、退院後は行政機関・医療機関などの関係機関から転居先を把握されず、適切な治療が中断されていた中で本事件を起こした。

### 被害者
事件現場となった集落は淡路島中部の山間部に位置する「山あいの静かな集落」「地域のつながりが深い場所」で、外部からの移住者は少ない場所だった。
被害者5人（2家族）はいずれも加害者X宅から半径100メートル以内に住んでいた上、両家族ともXの父親と親交があった。被害者はいずれも「人望の厚い」性格で知られていたため、凄惨な事件は地元集落・被害者の関係者らに大きな衝撃を与えた。
被害者5人についてX自身は「昔からよく知っているが親戚ではない」と供述した。また初公判において検察官は「被告人Xと被害者5人はいずれも同姓だが血縁関係はない」と説明した。
被害者男性A1（事件当時82歳）
元洲本市職員で町内会長を務めるなど人望の厚い「住民の相談役」で、農業に真摯に取り組む人柄で知られていた。2015年夏からは孫夫婦との同居を控えており、自宅の隣に家を建築中で同年7月に完成予定だった。
事件直前まで県立淡路医療センターに入院していたが、退院後（事件4,5日前）には当時70歳の姪と電話で会話していた。
被害者女性A2（事件当時79歳、A1の妻）
近隣住民からは「控えめに夫を支える性格で『仲のいい夫婦』」として知られていた。
被害者男性B1（事件当時62歳）
農業の専門家で、中川原公民館の職員は『神戸新聞』（神戸新聞社）の取材に対し「農業への知識が豊富で、地元の農業団体で役員をするなど人望も厚かった。他人とトラブルを起こすような人柄ではない」と証言した。
兵庫県洲本市の測量設計会社を定年退職後、2013年4月から兵庫県洲本土木事務所に嘱託職員として勤務していた。
被害者女性B2（事件当時59歳、B1の妻）
洲本市訪問介護事業所で介護士の手配などを担当しており「人望の厚い性格」だった。
被害者女性B3（事件当時84歳、B1の母親）
短歌のグループで活動していたほか、地元の保育園で給食の調理を担当しており、子供たちからは「給食のおばちゃん」と慕われていた。近隣住民は『週刊朝日』（朝日新聞出版）の取材に対し「いつも笑顔で老人会の活動にもよく参加しており、カラオケが趣味だった」と証言した。

## 事件前の経緯
加害者Xは事件9年半前の2005年9月、淡路島内で物品を壊したとして警察官に保護され、その後淡路島内の精神科病院に入院した。この際、洲本健康福祉事務所は退院後もX本人の様子を両親に尋ねていた。
Xは精神刺激薬「リタリン」を長期間（約5年間）にわたって大量に服用したことにより2006年ごろに薬剤性精神疾患に罹患し、その症状として体感幻覚・妄想着想・妄想知覚などを発症していた。これらの病状に悩まされていたXはインターネット・書籍でその原因を調べるうち「『日本国政府・及びそれに同調する工作員らは一体となって、電磁波兵器・精神工学兵器を使用し個人に攻撃を加える』という行為、すなわち『精神工学戦争』を行っている」という思想を持つに至った。さらにXはそのような思想を前提として「自身やその家族も『精神工学戦争』の被害者であり、近隣住人の被害者A1一家・被害者B1一家は自分たちを攻撃する工作員である」との妄想を抱くようになった。
Xは後述のトラブルに前後して「知人が来ると奇声を上げたり睨み付けたりする」「早朝からオートバイの騒音を撒き散らす」などの奇行が見られたため、被害者A1の娘がXの父親に苦情を入れていた。2009年7月、Xはオートバイで騒音を出していたことから被害者男性A1の孫である男性とトラブルになり、向かってきた男性めがけてバイクを急発進させようとし、これに激怒した男性から鉄パイプで殴りかかられた。この事件により駆け付けた洲本署からトラブルが認知される格好となったが、男性は「Xを殴った」と認めたために罰金刑に処された。Xはこのトラブルの数か月後からインターネット上にA1やその家族を誹謗中傷する投稿をするようになり、被害者A1宅に「お宅は風俗店ですか?」といういたずら電話を頻繁にかけ続けた上、インターネット上にも同様の投稿を行っただけでなく、A1宅に押し掛けて「俺の悪口を言っているだろう」と怒鳴りつけて無断で写真を撮影するなどの嫌がらせを始めたばかりでなく、被害者B1の家族に対しても同様にインターネット上で誹謗中傷を行うようになった。
2010年7月、Xの母親が兵庫県警洲本署・兵庫県洲本健康福祉事務所に「インターネット上への投稿を巡って近隣トラブルを起こした」と相談した。計3回にわたって相談を受けた洲本健康福祉事務所は「不測の事態」に備えて「病院受診を勧める際に洲本署の応援が必要だ」と判断し、母親に警察へ連絡させた。このころ洲本署員はA1らに対し「インターネット上への誹謗中傷を名誉毀損で刑事告訴すれば立件できる」と提言したため、A1らはそれに従った。
兵庫県警洲本署は2010年12月に「殺害された被害者男性Aの孫にあたる男性の写真をインターネット上に無断掲載して男性を誹謗中傷した」として名誉毀損容疑で被疑者Xを逮捕したが、被疑者Xが意味不明な発言・不自然な言動を繰り返したために同署は洲本健康福祉事務所に連絡した上で不起訴処分として釈放した。Xの母親が「息子の調子が悪い」と相談したため、被疑者Xは精神科医の診察の上で緊急処置として精神保健福祉法に基づき兵庫県明石市内の病院へ措置入院（県の権限で強制的に入院）させられていた。Xはその後、明石市内で一人暮らししてこの病院へ2013年10月まで計3回にわたって1か月 - 2か月の入院を繰り返し、2014年7月ごろまで通院などで治療していた。Xは明石市内に在住していた際には明石市・明石健康福祉事務所とそれぞれ面談しており、明石市に移住した当初こそトラブルを起こすこともあったがその後は落ち着き、退院していた時期にカラオケに行ったり、友人・交際相手がいたときもあったため、当時の関係者は『神戸新聞』の取材に対し「（明石市在住当時のXは）引きこもりの状態ではなく他人に危害を加えるような人でもなかった。後に洲本市の実家に戻った時に環境が変わったことが事件に影響したのではないか」と証言した。
Xは退院後、明石市の友人宅にいたがやがて淡路島に戻り、父親の畑仕事を手伝ったがやがて再び引きこもるようになった。両親は2014年10月、Xの母親は洲本健康福祉事務所へ「息子が金の無心に来ていて怖い」と相談した上、父親とともに当時Xが在住していた明石市内の明石健康福祉事務所にも「息子がインターネット上で誹謗中傷をしている」と相談した。両親からの相談は両事務所に少なくとも7回あったため、洲本健康福祉事務所は明石健康福祉事務所への相談内容と併せ、洲本署に「Xの母親が不安がっている」と伝えた。その上で明石健康福祉事務所職員は明石市職員とともにX本人と直接面談して体調・生活状況などを確認した際、「入院の緊急性は感じなかったものの金銭面で困っている様子がある」と記録、面談結果を両親・洲本健康福祉事務所に報告した。また、洲本健康福祉事務所は県警洲本署に連絡した上で「不測の事態に備えて」連携を確認した。
一方で兵庫県警には「2014年10月に洲本健康福祉事務所から『Xが家族のところに戻ってくる可能性がある』と連絡されたが、『自分や他人に危害を加える恐れはない』との付言もあった」という記録があった。Xはその後、2015年1月ごろに現場の実家に戻ったが、洲本健康福祉事務所はこれを把握していなかった。一方でXがいなくなったことから平穏を取り戻した被害者A1一家は自宅のリフォームを開始していたが、2015年2月14日に集落に戻ってきたXが奇声を上げながらカメラで近隣住宅を撮影していたことから、これに恐怖したA1一家はXの父親に事情を聴き、「Xは明石市内で入院していたがトラブルで淡路島に帰ってきた。その直後はおとなしくしていたが『病人という認識』がないために服薬を拒否して徘徊している」という事情を知った。
2015年2月14日以降、Xに関する被害者家族からの通報が相次いだことから洲本署はパトロールを強化したが、X本人とは一度も接触できないまま事件発生を許す結果となった。
事件直前の2015年2月中旬、被疑者Xは被害者A1の家族とトラブルとなって兵庫県警に110番通報されていた。2月から3月にかけて計9回、被害者A1やその家族からXの誹謗中傷行為について所轄の洲本署に相談があり、被害者A1宅周辺の見回りなど・被疑者Xの父親への接触を行っていた。
- 2015年2月14日 - 被害者男性A1の家族が「息子がXと口論になり写真を撮られた」と洲本署に110番通報し、駆け付けた洲本署員がXの実父に連絡して「本人から話を聴く」と説明したが、X本人は不在だった[52]。翌2月15日に被害者A1一家は再度「パトロールを強化してほしい」と申し入れた[54]。
- 2015年2月16日 - 洲本署員がX宅を訪問したが父親からX本人との面会を断られた[52]。
- 2015年2月16,17,20日 - 被害者A1・A2夫妻の娘は洲本署員・駐在所の警察官に相談したが、「民事裁判が適切。一般的に統合失調症など精神疾患があれば逮捕できない」と回答された上、「Xに刺激を与えてないでしょうね」という質問を受けた[54]。
- 2015年2月20日 - この時点までに洲本署は連日パトロールを実施していたが、この日に被害者男性A1らが計5回目の相談のために所を訪れ「Xを逮捕してほしい」と要望した[52]。洲本署の刑事課員は当初、2010年にXが名誉毀損容疑で逮捕されるなどしていた経緯を把握した上で[50]、相談に来た被害者A1らに対し「写真を撮っただけでは逮捕することは難しい」と返答した[52]。
- 2015年2月21日 - 被害者男性A1が「Xが近くをうろついている」と洲本署に110番通報したが、駆け付けた洲本署員はXと接触できなかった[52]。この時、被害者女性A2はメモに「警察官からは『睨まれたくらいで通報しないで』と言われた」と書き記していた[54]。
- 2015年2月28日 - 被害者男性A1・家族が駐在所を訪れ「Twitterに写真が投稿されている。人権侵害にならないか」と相談し、署員は「担当に確認する」と回答したが[52]、A1に対し「Xの父親からすればXは大事な息子だからXを刺激しないでほしい」と答えていた[54]。
- 2015年3月3日（事件6日前） - 最後の相談となったこの日、被害者男性A1の家族が「事件化を求めたい」と写真投稿の捜査を要望した[52]。これを受けて生活安全課員が証拠収集を開始するなどして捜査に着手していた[50]。

2015年3月4日、被害者の親族とみられる女性が洲本市役所を訪れ「近隣のことで相談したい」と無料の法律相談制度を利用していた。一方でXは事件当日までの1週間で、被害者・家族の写真・住所を掲載して被害者らを中傷する投稿を少なくとも50回以上繰り返しており、事件前日の8日には「被害者男性A1の顔写真を添付した上でA1やその家族を激しい言葉で誹謗中傷する投稿」を4回、「被害者男性B1を自宅地図を示した上で中傷する投稿」を1回行っていた。
前述の被害妄想を動機にXは「被害者一家らへの報復」「裁判の場で『国家ぐるみで隠蔽されている精神工学戦争の存在』を明らかにする」の2点を目的として、被害者一家らの殺害を決意した。事件前日の2015年3月8日、Xは被害者男性B2と「挨拶を巡って」口論になっていた。

## 事件発生
Xは事件当日の2015年3月9日午前4時ごろ、自宅近くの兵庫県洲本市中川原町中川原の被害者A1宅へ侵入し、離れ寝室で就寝していたA1の妻A2を、左胸などをサバイバルナイフで多数回突き刺すなどして、その場で心臓・上行大動脈多発刺創による失血により死亡させて殺害した（殺人罪その1）。
その直後、母屋寝室に移動したXは部屋で寝ていた被害者A1を襲撃し、左胸などをサバイバルナイフで多数回突き刺すなどして、その場で多発性胸部大動脈刺創による失血により死亡させて殺害した（殺人罪その2）。
午前7時10分ごろ、Xは被害者B宅の離れ玄関付近でB1の母親B3を襲撃し、左背部などをサバイバルナイフで多数回突き刺すなどして、その場で心臓・胸大動脈貫通刺創による失血により死亡させて殺害した（殺人罪その3）。
その直後、Xは被害者B1宅の母屋玄関付近でB1を襲撃し、胸などをサバイバルナイフで多数回突き刺すなどして、B1宅北側の畦道で右肺臓刺創・左内胸動脈切断による両側性血気胸により死亡させて殺害した（殺人罪その4）。被害者B1はXに襲われる直前、当時32歳の長女（B3の孫、事件当時32歳）に「逃げろ」と叫び、長女がB1宅から約100メートル先の民家に逃げ込んだ直後に刺され、その直後には瀕死の重傷を負いながらも携帯電話を用い、自ら「家にXが入ってきて刺された」と110番通報した。
次いで母屋でB1の妻B2を襲撃し、左背・左胸などをサバイバルナイフで多数回突き刺すなどして、その場で心臓・胸大動脈貫通刺創による失血により死亡させて殺害した（殺人罪その5）。
以上の犯行時、Xは正当な理由なく被害者A宅・B宅それぞれの敷地内で凶器のサバイバルナイフ1本を携帯した（銃砲刀剣類所持等取締法違反）。

## 捜査
事件発生直後の午前7時15分ごろ、犠牲になった父親B1から逃がされ自宅から100メートル先の近隣住民宅に避難した被害者B1の長女が電話を借りて「両親（B1・B2夫妻）と祖母B3が近隣住民に刺された」と兵庫県警察に110番通報し、淡路広域消防事務組合消防本部にも兵庫県警を通じて「家に人が入ってきて刺された」と通報が寄せられた。近隣住民はB1の長女がXに見つからないように自宅の奥座敷でしばらく匿った後、近くの畦道で裸足で倒れていたB1を発見した。
通報を受けて県警洲本警察署の警察官・地元の消防署員がそれぞれ事件現場に駆け付けて事件現場を確認したところ、被害者B1が自宅屋外で、B2・B3両被害者が自宅で、それぞれ体の複数個所を刃物で刺されて血を流して倒れていた。3人はいずれも心肺停止状態で倒れており、搬送先の病院で全員の死亡が確認された。また警察官がさらに現場付近を確認したところ、午前8時過ぎになって被害者A1宅でもA1が母屋・A2が離れの寝室で、それぞれ遺体で発見された。A1・A2両被害者の遺体は警察官に発見された際には死後硬直が始まっていたため「死後数時間が経過している」と推測された。また被害者5人全員が寝間着・部屋着姿だったことから、兵庫県警は「5人とも未明から早朝にかけて就寝中・起床直後に襲われた」と推測した。
洲本署員が事件現場付近で「衣服に血が付いた男」（被疑者X）を発見して事情聴取したところ、男Xが被害者らを刺したことを認める供述をしたため、兵庫県警洲本署は被疑者Xを現行犯逮捕したが、被疑者Xは逮捕後になって「弁護士が来るまで話しません」と供述した。当初の逮捕容疑は「B1家の被害者親子3人への殺人未遂容疑」だったが、その後3人の死亡が確認されたため兵庫県警は容疑を殺人容疑に切り替えた。
兵庫県警は9日、被疑者Xの自宅を家宅捜索して複数の刃物を押収するとともに以下の事実を明らかにした。また同日、B1家の被害者親子3人に対する殺人容疑で被疑者Xを神戸地方検察庁に送検した。
- 被疑者Xは逮捕当時に刃物を持っていなかったため、県警は「犯行後にいったん帰宅した可能性がある」と推測した[53]。
- 死亡した5人全員の遺体に複数の刺し傷・切り傷があった一方[53][55]、刃物以外の凶器が使われた形跡はなかった[53]。県警は「家宅捜索で押収した刃物の中に凶器が含まれている」と推測して「刃物に血液が付着していないか」などの鑑定を行った[53]。
- 凶器を含めた複数の刃物以外にパソコン2台・携帯電話を押収した[62]。

2015年3月10日、被疑者X宅の家宅捜索で押収された刃物のうち1本は凶器に使われたサバイバルナイフであることが判明した。目に見える血痕などは付着していなかったことから、県警は「血痕は犯行後に拭き取られたか洗い流された」と推測した上で血液反応などの鑑定・入手経路などの特定を進めた。
2015年3月11日、弁護人として逮捕された被疑者Xと接見した弁護士・高木甫は『神戸新聞』（神戸新聞社）などの取材に対し「被疑者Xは取り調べに対しては『裁判になるまで事件については一切語るつもりはない』と黙秘している」と明かした。その一方で『産経新聞』（産業経済新聞社）は「被疑者Xは逮捕当日の9日に接見した弁護人に対し、インターネット上で被害者を中傷したことを認めた。また、弁護士から『あなたのやったことは人生に大きな影響を与える』と話しかけられると『よくわかっている』と答えた」と報道した。
2015年3月12日までに兵庫県警は「殺害された被害者A1・A2夫妻宅は無施錠だったため、被疑者Xは犯行当時家人に気付かれることなく侵入に成功し犯行に及んだ」とほぼ断定した。また同日、兵庫県洲本健康福祉事務所（所長：柿本裕一）が洲本市内で記者会見を開き「2005年・2010年に被疑者Xのトラブルに関して洲本署から連絡を受けていた」事実を明らかにした。
兵庫県警が2015年3月13日までにB1・B2・B3各被害者の遺体を司法解剖した結果、B1の死因は両側性血気胸、B2・B3両被害者の死因はいずれも失血死であることが判明した。B1の遺体には防御創がなかったことから「不意を突かれて襲われた可能性がある」と推測された一方、脇腹など約10カ所に刺し傷・切り傷があったほか、B2は背中・胸など約30カ所、B3も左脇腹など約15カ所に刺し傷が確認され、2人とも心臓・大動脈に達する傷があったため、被疑者Xの強い殺意を裏付ける格好となった。同日には洲本市大野の斎場でB1・B2・B3の通夜が営まれ、遺族・近隣住民・友人ら約200人が参列した。
2014年3月14日までに被害者男性B1の長女は事件直後の状況に関して「家に人が来たために父B1が応対した直後に悲鳴が上がった。電話をしながら倒れる父親の姿を見た」と証言した。この証言から「B1はXに襲われた直後に携帯電話で110番通報していたこと」「遺体に防御創が確認されなかったこと」から「B1は不意を突かれて襲撃された直後に逃げながら110番通報した」という当時の状況が浮かび上がった。
2015年3月15日までに兵庫県警が被疑者Xの自宅から押収されたサバイバルナイフを調べたところ、ナイフの刃と被害者5人の遺体に残された傷口の形状に矛盾はなく、血液反応が検出された。同日までにA1・A2両被害者の遺体を司法解剖した結果、胸を中心に約30カ所の刺し傷・切り傷が確認され、死因はともに失血死であることが判明した。同日、被害者A1・A2夫妻の通夜が淡路市中田の斎場で営まれ、遺族・地元住民・友人ら約150人が参列した。
またナイフは「ホームセンターなどでは取り扱いがないタイプ」だったことから、被疑者Xの自宅から押収されたパソコンを調べた結果、インターネットでナイフを購入した履歴が残っていた。
そのため2015年3月29日までにこのナイフに付着していた血液と、被疑者Xの衣服に付着していた血液をそれぞれDNA型鑑定したところ、デオキシリボ核酸（DNA）型が死亡した被害者5人と一致することが判明したことから、兵庫県警はこのナイフを「5人の殺害に使われた凶器」と断定した上で、B家の被害者親子3人への殺人容疑に関して勾留期限が切れる2015年3月30日付で、被疑者Xを「A家（被害者A1・A2夫妻）に対する殺人容疑」で再逮捕する方針を固めた
2015年3月30日、兵庫県警捜査一課・洲本署は被疑者Xを被害者A1・A2に対する殺人容疑で再逮捕した。神戸地検は同日、B1家の被害者親子3人への殺人容疑に関して処分保留とした。同日までに被疑者X宅から押収されたパソコン・携帯電話を解析したところ、事件当日の午前3時ごろまで使用された形跡があったことが判明したため、兵庫県警は「被疑者Xがパソコンを使った後で被害者A1・A2夫妻（いずれも死亡推定時刻は午前5時ごろ）を襲撃した」と推測して被疑者Xを追及した。
被疑者Xは事件発生から1カ月となった2015年4月9日時点でも「裁判で明らかにする」として黙秘を続ける一方、取り調べに対し意味不明な供述を繰り返していた。これに加えて被疑者Xが事件前に「インターネット上で被害者への誹謗中傷・意味不明な書き込みをしていたこと」「過去に精神疾患から入退院を繰り返していたこと」を踏まえ、神戸地方検察庁は2015年4月9日付で「刑事責任能力の有無を調べる精神鑑定のために被疑者Xを2015年8月31日までの5カ月間鑑定留置する」ことを神戸地方裁判所に請求し認められた。これを受けて2015年4月10日から8月31日まで鑑定留置が行われ、専門家による精神鑑定が行われた。
勾留期限となった2015年9月8日、神戸地検は被疑者Xを殺人・銃刀法違反の各罪状で神戸地裁に起訴した。神戸地検は被告人Xの認否を明らかにしなかったが、被告人Xはこの時点まで弁護人・高木甫弁護士（兵庫県弁護士会）と接見した際「取り調べに対しては黙秘している」と話していた。

## 刑事裁判

### 第一審
公判では被告人Xの犯行当時における刑事責任能力が主な争点となり、検察側は「向精神薬の長期大量服用による被害妄想の影響は認められるが、正常な判断の下で犯行に及んだ」として完全な責任能力の成立を主張した一方、被告人Xは鑑定結果に異議を唱えた上で「精神医学は科学ではなく文学に近いもので、精神科医らは薬剤投与により依存者を増やして虚偽の診断をしている」などと自説を展開した。

#### 公判前整理手続
起訴後に神戸地方裁判所で開かれた公判前整理手続は長期化し、事件から1年が経過した2016年3月時点でも初公判の目途は立たなかった。また神戸地検は起訴前に精神鑑定を実施していたが、神戸地裁が公判前整理手続の段階で改めて2度目の精神鑑定を実施した。その上で神戸地裁は裁判員選任手続において計225人に呼び出し状を送付したが、その大半の146人が手続当日までに辞退したため当日までに集まった人数は39人にとどまった。
計11回開かれた公判前整理手続の結果、2017年1月16日、神戸地裁第2刑事部（長井秀典裁判長）は被告人Xの刑事裁判初公判（裁判員裁判）を2017年2月8日に開く方針を決めた。
初公判前日の2017年2月7日、被害者参加制度を利用して公判に参加した被害者両家族の遺族が代理人弁護士を通じてコメントを発表した。

#### 公判
2017年2月8日、神戸地裁第2刑事部（長井秀典裁判長）で被告人Xの刑事裁判初公判が開かれた。被害者5人の遺族は被害者参加制度を利用して検察官席の後方から初公判を傍聴していたが、被告人Xは罪状認否にて被害者遺族が公判を傍聴している中で「無罪」「冤罪」を主張したが、『産経新聞』はその際に被告人Xが繰り返し述べた言葉を「被害者5人を中傷する発言」「理解しがたい言葉」と表現した。
長井裁判長から職業を「無職ですか」と問われると、被告人Xは「違います」と即答して「（ウェブサイト3つの具体的な名前を挙げつつ）ウェブサイトのサポーターをしている」と答えた。その後、被告人Xは被害者5人を「サイコテロリスト」などと侮辱しつつ、犯行について「本事件の本当の被害者は自分だ。工作員が自分の脳をブレインジャックして『殺害意思を持つように』強制した」「彼らの目的は『人体実験を兼ねて実行している精神工学戦争』・大企業による複数の犯罪を隠蔽して私の財産を奪うことにある。警察もこれに加担している」などと主張した。
- 検察官は冒頭陳述にて「被告人Xは被害者家族とのトラブルなどに対する報復として殺害を考え、事件直前にインターネットで殺傷方法を検索していた」と主張し[17]、動機について「被告人Xは服用していた向精神薬の副作用で体に痒みが生じたことを『電磁波攻撃』と思い込むようになった」と指摘した上で、新事実として「被告人Xが事件の際に被害者らとの会話をレコーダーで録音し、インターネット上に『復讐一部成功』と投稿していた」と明かした[16]。その上で「犯行後もインターネット上に『復讐に一部成功』という投稿をしていたことから、犯行は精神障害によるものではなく、正常な心理状態の下で行われた報復だった」と主張した[15]。そして被告人Xの犯行を裏付ける物的証拠として「被害者の血液が付着した凶器のサバイバルナイフ・着衣」「被告人自身が録音していたボイスレコーダー」などを挙げた上で、「犯行当時は完全な責任能力が認められる」とした主張に関しては「今後の公判で予定されている精神鑑定担当医に対する尋問などで立証する」と方針を示した[100]。
- これに対し被告人Xは罪状認否でメモを約3分間読み上げ「『私の体が被害者とされる5人の命を奪った』とするならば、それは『工作員が私の脳を乗っ取った』からだ」[16]「電磁波兵器によって殺害を強制された」[17]などと不可解な主張（陰謀論の展開）を繰り返し[16]、被害者を「サイコテロリスト」とも呼んだ[16][18]。その上で「本事件は被害者とされる5人らに仕組まれた完全な冤罪だ」と主張し、起訴内容を全面否認した[17][18]。弁護人側も被告人Xと同様に殺害行為自体を全面的に争う姿勢を示し[17]、被告人Xの主張を補足した上で「被告人Xの主張が『あり得ない話』だとするならば、被告人Xは妄想に支配された『心神喪失もしくは心神耗弱状態』としか言えない」と述べ、責任能力の欠如を主張した[16][17]。その上で「今後の公判においては起訴前の精神鑑定を担当した精神科医の証人尋問を通じて『事件当時の被告人Xは心神喪失もしくは心神耗弱の状態にあった』ことを立証していく」という方針を表明した[15]。

同日午後の証人尋問では捜査に関与した警察官2人（捜査を指揮した兵庫県警捜査一課警部・逮捕現場に居合わせた洲本署員）が事件当時の状況を証言した。警部は前述の検察側主張と同様、物的証拠について言及した上で「被告人Xは犯行中から現行犯逮捕されるまでの様子を自らボイスレコーダーで録音していた」と証言した。また洲本署員に対する証人尋問では、検察側が録音内容のうち「被告人とされる男が逮捕された際に洲本署員と会話した内容」として、署員から「（お前が）やったのか」と尋ねられて「報復した。弁護士を呼んでほしい」とつぶやく音声が再生された。
- 洲本署員への証人尋問中に被告人Xが傍聴席に公判資料を見せるような行為をしたため、閉廷後に長井裁判長が「疑わしい行為はしないでください」と告げたが、被告人Xは「いえいえ」と手を振り行為を否定した[103]。『神戸新聞』はこの出来事について触れた2017年2月9日付記事で「被告人の公判中の態度を裁判長が注意するのは異例」と報道した[103]。

初公判後、被害者A1夫婦の遺族は「裁判を通して事件前の警察・行政機関の当時の対応を再検証し、今後の改善につなげてほしい」とコメントした。また、地元集落の住民は地元紙『神戸新聞』の取材に対し「謝罪などを拒否し無罪・陰謀論などを主張する被告人Xへの失望の声」などを挙げた。
第2回公判が2017年2月13日に開かれた後、その翌日となる2017年2月14日に第3回公判が開かれた。
- 被告人Xは被告人質問にて、弁護人から「被害者5人をサバイバルナイフで刺殺した殺害行為の事実は認めるか」と質問されると「はい」と答え、当時のことを「覚えている」と説明した[107]。その上で2家族を標的にした動機について「両家族が電磁波兵器を使う工作員で自分の私生活の情報を盗み見ていたため、その報復として犯行に及んだ」と主張し、殺害状況をボイスレコーダーで録音していた理由は「身の潔白を証明するためだった」と回答した[108]。
- その一方で被害者5人を襲撃した理由については「工作員により思考・行動を操る電磁波兵器を使われて脳を操作されていた」と述べ、改めて無罪を主張した上で[107]、初公判と同様の陰謀論を主張した[109]。また、事件前に兵庫県の「措置入院」により強制入院させられたことを巡る質問に対しては「措置入院は人体実験が目的で、精神科医は信用できない。精神鑑定の結果も納得していない」と回答した[108]。

2017年2月15日に開かれた第4回公判で検察官・被害者参加制度を利用して参加した被害者遺族2人（被害者男性B1の長男・妹）による被告人質問が行われた。
- 被告人Xは検察官からの被告人質問で「事件当時、男性B1の娘はB1宅から逃げ出して無事だったが、見かけたらどうしていたか？」と質問されると「天誅を下していた」と答え、「仮にB1の娘と遭遇していたら殺害していた」という意思を明かした[110][111][112]。また「犯行中は被害者らによる電磁波兵器攻撃が続いていた」と主張したが、検察官から「被害者男性A1は当時就寝中だから攻撃できないのでは」と問われると、10秒近く沈黙した後「タイマー式の兵器ならできるが、その兵器を見たことはない」と回答した[111]。
- 被害者遺族の長男が「事件を起こしたことを後悔しているのか」[110]「家族を亡くす気持ちが分かるか」「謝罪の気持ちはあるのか」[111]などと質問したが、被告人Xは全ての質問に対し「答えたくありません」と述べて供述を拒否した[110][111]。

2017年2月21日に第7回公判が開かれ、被告人Xの父親に対する証人尋問・被害者遺族による被告人質問が行われた。被告人質問はこの日で終了し、次回公判からは証人尋問が行われることとなった。
- 被告人Xの父親は事件に関して「息子は人に暴力をふるうようなことはなかったからこのような事件を起こすことは想像もつかなかった」と証言した上で、「取り返しのつかないことをしてしまった。息子はもちろん、自分も命で償いたい」と被害者遺族に謝罪した[113][115]。
- 裁判官による被告人質問も行われ、被告人Xは自説の「電磁波兵器による被害」について「裁判でたくさんの人の話を聞いて自分の考えに疑問を抱いたか？」と質問されたが「そのようなことはありません」と断言した[113]。その上で「被害者は殺されても仕方ないと考えるのか」という質問に対しては「答えたくありません」と回答を拒否した[113]。
- 被害者男性A1の孫が被告人Xに質問を行った際、被告人Xは被害者5人を殺害したことは認めた一方で、A1の孫から「お前は仕事もせずに親の金で凶器のナイフを買って殺人を犯した。そのことを恥ずかしいと思わないか」と質問されると、質問に対する明確な回答を返すことなく「電磁波攻撃をやめろ。今はもうやっていないのか」と反論した[114]。A1の孫はさらに「（犯行に対する）反省の弁はないのか」と謝罪・反省を促したが、被告人Xが「答えたくありません」と供述を拒否したために激怒し「答えろ」と怒鳴りつけ、裁判長からたしなめられた[114]。

2017年2月22日に開かれた第8回公判で証人尋問が行われ、被告人Xの精神鑑定を担当した精神科医が「被告人Xには責任能力がある」と証言した。それまでの公判で被告人Xは「被害者らから受けていた電磁波攻撃に関して東京の団体に被害を訴えていたが、事件前には金が尽きたために相談できなくなった」と主張した。
この医師は起訴後に神戸地裁が実施した2度目の精神科医を担当した医師で、「被告人Xは向精神薬を長期間に渡り大量服用したために精神疾患を発症し、被害妄想を抱くようになった」と証言した上で、動機などについて「被告人Xは精神鑑定中、当初は動機を『国家の回し者である工作員に報復した。その事実を裁判で明らかにする』と話していたが、4回目の面接になって被告人X本人が『電磁波兵器攻撃によるブレインジャックによるもの。事件は自分の意思ではない』と主張し、公判でも同様の主張をしている」と証言した。その上で「妄想は深刻なものではなく、事件前後に精神疾患の症状が悪化した兆候もなかった。被告人X自身の『金が尽きてきた』などの主張から『被害妄想が動機に影響してはいるが、追い詰められたことで自らの意思で犯行に至った』ことが認められる」と証言した。
この後検察官・弁護人・裁判官それぞれが医師へ質問を行い、検察側が「人格は保たれていた」とする証言の根拠を尋ねた。これに対し医師は「事件前の被告人Xには暴力的な言動は見られない上、自ら犯行時に録音していたボイスレコーダーに残された音声からも冷静な状態だったことが認められる。よって理性的に判断できる状態であり、責任能力が認められる状態だ」と説明した。
2017年3月1日に第9回公判が開かれ、被害者参加制度を利用して出廷した被害者遺族らが「被告人Xを死刑に処してほしい」など強い処罰感情を訴えた。公判で陳述した証人は被害者男性A1の長女・孫の男性、被害者男性B1の長男・妹2人の計5人だった。
- 男性A1の孫は「祖父母に殺される理由はなく理不尽極まりない」と述べた上で[122]、被告人Xに対しては「事件についてまともに語ろうとすらしておらず、未だに祖父母らを中傷し続けている」と非難した[120]。その上で「祖父母らの命を奪った被告人Xは1分1秒でも早く死んでほしい。できれば自分の手で復讐したい」と陳述した[119]。
- 男性B1の長男は「被告人Xは両親・祖母を殺害したことを認めつつ、自分勝手な妄想を振りかざして無罪を主張するというあまりにも虫が良い言動を繰り返している」と非難した[119]。
- 男性B1の妹のうち1人（女性B3の娘）は「自分たちの悲しみは一生続く。被告人Xにはせめて罪を認めてほしい」と陳述し[122]、もう1人は「なぜ事件を起こしたのか正直に話してほしい。それが命を奪った被告人の義務だ」と訴えた[123]。
- また閉廷後に被告人Xが退廷する際、被害者の関係者とみられる傍聴人の男性が被告人に「けじめをつけろ」と発言した[122]。

同日は神戸地検が起訴前に実施した精神鑑定を担当した精神科医も証人として出廷し、法廷にて「精神障害が犯行に与えた影響はなかった」と回答した。精神科医は「被告人の『電磁波攻撃』などの主張はインターネット・書籍などから得た知識で、動機は『以前からの被害者家族との確執』だ。事件の2、3ヶ月前から凶器のナイフを用意するなどしている点から犯行には計画性が認められ、衝動的な行為ではない。被告人は正常な思考で判断した上で犯行に及んだ」と証言した。
2017年3月3日に論告求刑・最終弁論公判が開かれ、検察側（神戸地検）は被告人Xに死刑を求刑した。
- 検察側は論告で「殺害行為は『被告人Xの通常な人格』の中で実行された。被告人Xが事件当時、完全な責任能力を有していたことは明らかだ」と指摘した上で、「強固な殺意に基づく極めて残虐な犯行」と非難した[124]。
- 一方で弁護人側は「被告人Xによる『被害者らは工作員だ』という被害妄想から起きた犯行だ。被告人Xは事件当時、精神障害により正常な善悪の判断ができず、心神喪失か心神耗弱の状態にあった」と主張して「無罪か死刑回避が妥当」と主張した[124]。

最後に被告人Xによる約1時間の最終意見陳述が行われて結審したが、被告人Xは「殺害行為は自分の意思から行ったものではなく、被害者により脳を操作された」「工作員の犯罪を告発している。本当の被害者は私で、私は冤罪だ」などと主張し、改めて無罪を訴えた。その上で被告人Xは公判で示された精神鑑定結果について、精神鑑定を担当した精神科医が「事件当時の被告人Xは普段の人格」などと法廷で証言した点に触れ「精神鑑定結果・精神科医の証言は根拠に基づかず信用できない。精神医学は科学ではなく文学に近い」などと訴えたが、意見陳述の際には差別用語を発言して長井裁判長から注意される一幕もあった。

#### 死刑判決
2017年3月22日に判決公判が開かれ、神戸地裁（長井秀典裁判長）は検察側の求刑通り被告人Xに死刑判決を言い渡した。
神戸地裁は判決理由で「向精神薬の大量摂取による精神障害が被告人Xの主張する『工作員に仕組まれた完全な冤罪』という被害妄想を引き起こし、犯行動機に影響した」と指摘した一方で「精神障害は殺害の実行には影響がほとんどなく、殺害行為を犯罪と認識していながらあえて選択した」と事実認定し、完全責任能力を認めた。
その上で量刑理由を「一定の計画性の下で非常に強い殺意を有しており、身勝手な動機から落ち度のない5人もの命を奪った上、犯行を正当化し続けている」と述べ、「被告人の刑事責任は極めて重く、慎重に検討しても死刑を回避すべき事情は見当たらない」と断罪した。
判決後、検察官後方に衝立で仕切られた被害者遺族の席から拍手が起き、長井裁判長が「そういうことはやめてください」と注意する場面があった。被告人Xの弁護人・高木甫は判決後、報道陣の取材に対し「こちらの主張に誤りがあったとは思えない。判決には不満がある」と述べた、被告人X・弁護人ともに判決を不服として同日付で大阪高等裁判所へ控訴した。

### 上訴審
大阪高等裁判所は2018年8月31日までに被告人X（当時44歳）の控訴審初公判期日を2018年9月28日に指定した。
2018年9月28日、大阪高裁第6刑事部（村山浩昭裁判長）にて控訴審初公判が開かれた。弁護人は控訴趣意書にて「第一審判決には事実誤認・法令解釈の誤り・憲法違反があるため著しく不当であり、死刑判決は破棄されるべきだ」と主張したが、それらの違反点について詳細な内容は述べなかった。これに対し検察側は「弁護人側の控訴趣意書に正当な理由はない」と主張して第一審・死刑判決の支持（被告人側の控訴棄却）を求めた。
控訴審初公判で大阪高裁は「事件の内容および性質・第一審の審理状況を総合的に考慮すれば職権により再度の精神鑑定を行う必要がある」として、職権により3度目の精神鑑定を実施することを決定した。精神鑑定期間は2019年1月31日までで、この日出廷していた精神科医が「犯行当時の精神障害の有無・内容」「精神障害が犯行に与えた影響」を調査することとなった。弁護人は再度の精神鑑定に対し「被告人Xは自分を統合失調症と考えておらず、被告人Xの尊厳を蹂躙するものだ」と主張したほか、検察側も弁護人と同じく再度の精神鑑定に対し「これまでに2回実施した精神鑑定は十分なものでありこれ以上は必要ない」と主張して異議を申し立てたが、村山裁判長は異議をいずれも棄却した。
控訴審初公判から約10か月後の2019年（令和元年）7月17日に第2回公判が開かれ、精神鑑定を担当した精神科医が証人尋問で「被告人Xは犯行当時、（第一審判決で認定された）薬剤性精神疾患ではなく妄想性障害だった。犯行には妄想が強く影響している」と証言した。
2019年9月18日に第3回公判が開かれ、被害者遺族4人が「被告人Xやその親族から謝罪どころか連絡すらない」「（刑事責任能力が問えなかったとしても）殺人を犯してよいはずがないし、量刑を軽減される事情とは思えない」などと厳罰を求める意見陳述をした。
2019年9月30日に第4回公判が開かれて結審し、弁護人は以下のように死刑判決を破棄するよう訴えた一方、検察官は控訴棄却（死刑判決支持）を求めた。
- 弁護人主張
  - 「（完全責任能力を認めた）第一審判決には事実誤認がある」[148][149]
  - 「妄想が犯行に大きく影響していた」[150]
  - 「控訴審の精神鑑定結果を尊重し、『心神喪失または心神耗弱だった』として死刑判決を破棄すべきだ」[147]
- 検察官主張
  - 「被害者が寝ていた時間を選ぶなど合理的に行動していた」[148]
  - 「『5人を殺害すれば懲役刑になる』と理解するなど、善悪を判断して行動する能力は十分備えていた」[149]
  - 「殺害には計画性があり、完全な責任能力が認められる。死刑は維持されるべきだ」[147]

#### 無期懲役判決
2020年1月27日に控訴審判決公判が開かれ、大阪高裁（村山浩昭裁判長）は3度目の精神鑑定結果を採用した上で「被告人Xは妄想性障害により被害妄想が悪化しており、犯行当時は自己の行動を制御する能力が著しく減退した状態（心神耗弱）だった」と認定して、第一審判決（死刑）を破棄自判して無期懲役判決を言い渡した。裁判員裁判で言い渡された死刑判決が破棄された事例は7例目で、大阪高裁は判決理由にて「第一審段階までの『被告人は薬物性精神障害だが、完全責任能力が認められる』とした精神鑑定結果は薬物を服用しなくなってからも妄想などの症状が続いていることを説明できていない」と指摘した上で、その鑑定を担当した精神科医の証言が第一審から変遷していた点を挙げ「信用性に大きな疑問がある」と指摘した。
被告人X・弁護人は判決を不服として上告期限となる2020年2月10日付で最高裁判所へ上告した一方、大阪高等検察庁は同日までに上告しなかっため、死刑判決が言い渡される可能性は消滅した。被害者A1・A2夫妻の遺族は2020年2月13日に大阪高検が上告を断念し、死刑回避が確定したことを受けて「自分たちは一生、被告人Xが死刑に処されない事実に苦しまなければならない。仮に死刑にならないとしても絶対に社会に戻らせず、刑務所で一生を終わらせてほしい」とのコメントを出した。
最高裁第三小法廷（林景一裁判長）は2021年1月22日付で被告人側の上告を棄却する決定を出したため、被告人Xの無期懲役判決が確定した。第一審（裁判員裁判）で言い渡された死刑判決が控訴審で破棄自判され、最高裁で無期懲役が確定する事例は7例目となる。

## 被告人Xの現在
2019年（令和元年）10月1日時点で死刑判決を不服として大阪高裁に控訴中だった被告人Xは大阪拘置所に収監されている。

## 事件の影響
兵庫県知事・井戸敏三は事件当日に行われた定例記者会見にて「被害者の1人（男性B1）が県土木事務所の嘱託職員だった」と言及した上で「我々の仲間が犠牲になってしまった。心からお悔やみ申し上げる」と述べた。
被告人Xが精神科病院を退院後、県健康福祉事務所（保健所）など関係機関から転居先を把握されることなく治療を受けていなかった中で事件を起こしたことを受け、2015年3月19日に兵庫県議会健康福祉常任委員会にて「事件前の健康福祉事務所の対応内容を検討する委員会」を設置することが報告された。
その後兵庫県は有識者による県精神保健医療体制検討委員会を設置し、2015年12月16日に同委員会から「関係機関の情報共有が不十分であったため医療の中断に対する適切な対応が取れなかった。今後は保健所・兵庫県警の連携体制を拡充し、自治体・医療機関なども含めるべきであり、自傷・他傷の恐れがある精神障害者の治療が途切れないように関係機関が一丸で支援することが求められる」という指摘・提言をまとめて井戸知事に提出した。これを受けて兵庫県は2016年4月に「精神科医・保健師らが精神疾患患者の症状変化・日常生活に支障がないことを定期的に確認して社会復帰を支援する」目的で「行政・医療機関・警察が情報を共有する連絡会議」「措置入院解除後に患者が地域で孤立しないようサポートする継続支援チーム」を設置し、2017年4月以降は神戸市も同様の取り組みを始めている。
また日本国政府は本事件・相模原障害者施設殺傷事件（2016年7月）など精神科病院に措置入院歴のある人物が退院後に起こした凶悪事件を踏まえ、2017年2月28日、同種事件の再発防止策を盛り込んだ精神保健福祉法の改正案を閣議決定して第193回国会に提出した。改正案においては「精神疾患患者の入院中から行政側が医療機関と協力して退院後の支援計画を作成し、計画期間中に患者が転居した場合は移転先自治体に計画の内容を通知する」ことを柱としたものだったが、2017年9月28日の衆議院解散（→第48回衆議院議員総選挙）により廃案となった。

## 事件への反応
本事件に関しては大学教授や精神科医などの専門家から「人間関係が濃密な地域社会の事件と言えるかもしれない」との指摘が上がった。
- 新潟青陵大学教授（社会心理学）の碓井真史や社会評論家芹沢俊介はそれぞれ事件の背景について「集落で孤立する中で恨みを募らせ、地域住民・地域そのものに対して恨みの矛先を向けた」と指摘したほか、精神科医・片田珠美も「Xは一方的に被害妄想を持ち、周囲に対する身勝手な不満を募らせていたのではないか」と指摘した[166]。
- 立正大学教授小宮信夫は事件の背景について「『地域社会から逃れられない』と思ったとき、その人間関係がプレッシャーとなって追い詰められる。インターネット上における誹謗中傷行為は、追い詰められた中でネットの世界に逃げ込んだ『SOS』だったのではないか」と推測した上で[165]、事件前の兵庫県警の対応に関して「兵庫県警は現地の洲本署だけで加害者Xの問題に対応しようとしたが、マンパワーの問題で限界があったのではないか。本件はインターネットに犯行予告とも取れる画像を投稿するなど『緊急性が高い』と判断できる事案で、洲本署が兵庫県警本部と連携して対応すれば防げた事件かもしれない」と述べた[167]。